# Akdoğan-See
Der Akdoğan-See oder Hamurpet-See (türkisch Akdoğan Gölü) ist ein Vulkansee, der sich innerhalb der Grenzen des türkischen Bezirks Varto in der Provinz Muş befindet.
Es gibt zwei gleichnamig benannte Seen im Westen des Akdoğan-Gebirges. Der große Akdoğan-See ist 21 Meter tief. Der kleine Akdoğan-See ist 47 Meter tief.